# Centrobasket Femenino 2024
El XXIV Centrobasket Femenino de 2024 se llevará a cabo en la ciudad de Irapuato, Guanajuato en México del 5 al 10 de noviembre de 2024 en el Inforum Irapuato. Los cuatro primeros lugares de este torneo calificarán a la AmeriCup femenina FIBA de 2025 que se realizará en la ciudad de Santiago, en Chile, del 28 de junio al 6 de julio de 2025.

## Equipos participantes
- Costa Rica
- Cuba
- El Salvador
- Guatemala
- Islas Vírgenes
- México
- Puerto Rico
- República Dominicana

## Resultados

### Fase de grupos
Los ocho equipos estarán divididos en dos grupos de cuatro equipos cada uno. Los dos mejores de cada grupo avanzarán a Semifinales y el resto jugará por los puestos del 5 al 8. Los ganadores de las Semifinales disputarán la Final y la medalla de oro y los perdedores se medirán por la medalla de bronce.
Se realizó el sorteo de los grupos el 8 de octubre de 2024 en la ciudad de Miami, Florida en Estados Unidos. Los equipos se colocaron en bombos, por parejas, teniendo en cuenta sus posiciones en el Ranking Mundial Femenino de FIBA, presentado por Nike. Luego se sortearon los integrantes de cada grupo y su ubicación para el orden de los partidos.

#### Grupo A
| # | Equipo      | PJ | PG | PP | PF  | PC  | DIF | PTS |
| - | ----------- | -- | -- | -- | --- | --- | --- | --- |
| 1 | Puerto Rico | 3  | 3  | 0  | 230 | 172 | 58  | 6   |
| 2 | El Salvador | 3  | 2  | 1  | 207 | 202 | 5   | 5   |
| 3 | Cuba        | 3  | 1  | 2  | 195 | 198 | -3  | 4   |
| 4 | Costa Rica  | 3  | 0  | 3  | 135 | 195 | -60 | 3   |

Todos los horarios corresponden al huso horario local (UTC–6).
| 5 de noviembre | El Salvador                                                                   | 73–82                                 | Puerto Rico                                                                   | Irapuato |  |
| 12:30 (UTC-6)  | Parciales: 18-26, 19-17, 18-18, 18-21                                         | Parciales: 18-26, 19-17, 18-18, 18-21 | Parciales: 18-26, 19-17, 18-18, 18-21                                         | |  |
|                | Estadísticas Destiny Campbell (29) Destiny Campbell (13) Hillary Martínez (8) | Reporte Pts Reb Asts                  | Estadísticas (40) Arella Guirantes (10) Arella Guirantes (4) Arella Guirantes | Pabellón: Inforum Irapuato Asistencia: 76 espectadores Árbitros: Krishna Domínguez Aline García Luis Ángel Escobedo Silva |  |

| 5 de noviembre | Cuba                                                                         | 62–49                                | Costa Rica                                                               | Irapuato |  |
| 15:00 (UTC-6)  | Parciales: 18-17, 19-9, 13-10, 12-13                                         | Parciales: 18-17, 19-9, 13-10, 12-13 | Parciales: 18-17, 19-9, 13-10, 12-13                                     | |  |
|                | Estadísticas Anisleidy Galindo (14) Anisleidy Galindo (10) María Montero (5) | Reporte Pts Reb Asts                 | Estadísticas (15) Ariana Mora (6) Karina Araya (3) J. Sánchez, A. Alfaro | Pabellón: Inforum Irapuato Asistencia: 203 espectadores Árbitros: Orlando José Varela Díaz Carlos Pallares Carla Cristel Peña Moreta |  |

| 6 de noviembre | Costa Rica                                                             | 53–64                                | El Salvador                                                                  | Irapuato |  |
| 12:30 (UTC-6)  | Parciales: 13-16, 9-20, 12-16, 19-12                                   | Parciales: 13-16, 9-20, 12-16, 19-12 | Parciales: 13-16, 9-20, 12-16, 19-12                                         | |  |
|                | Estadísticas Ariana Mora (18) A. Mora, J. Sánchez (5) Karina Anaya (3) | Reporte Pts Reb Asts                 | Estadísticas (21) Hillary Martínez (9) Hillary Martínez (8) Hillary Martínez | Pabellón: Inforum Irapuato Asistencia: 243 espectadores Árbitros: Carlos Vélez Luis Ángel Escobedo Silva Carla Cristel Peña Moreta |  |

| 6 de noviembre | Puerto Rico                                                                | 79–66                                | Cuba                                                                    | Irapuato |  |
| 15:00 (UTC-6)  | Parciales: 27-15, 16-27, 17-17, 19-7                                       | Parciales: 27-15, 16-27, 17-17, 19-7 | Parciales: 27-15, 16-27, 17-17, 19-7                                    | |  |
|                | Estadísticas Arella Guirantes (24) Tayra Meléndez (9) Arella Guirantes (8) | Reporte Pts Reb Asts                 | Estadísticas (16) María Montero (8) Anisleidy Galindo (6) María Montero | Pabellón: Inforum Irapuato Asistencia: 128 espectadores Árbitros: Krishna Domínguez Aline García Nicolás Zivieri |  |

| 7 de noviembre | Costa Rica                                                          | 33–69                               | Puerto Rico                                                             | Irapuato |  |
| 12:30 (UTC-6)  | Parciales: 5-13, 10-12, 11-21, 7-23                                 | Parciales: 5-13, 10-12, 11-21, 7-23 | Parciales: 5-13, 10-12, 11-21, 7-23                                     | |  |
|                | Estadísticas Karina Araya (12) Ariana Mora (8) Amanda Fernández (2) | Reporte Pts Reb Asts                | Estadísticas (12) Tayra Meléndez (8) I. Pagan, G. Ríos (6) Geovana Ríos | Pabellón: Inforum Irapuato Asistencia: 108 espectadores Árbitros: Orlando José Varela Díaz Romina Belén Morales Ibarra Luis Ángel Escobedo Silva |  |

| 7 de noviembre | El Salvador                                                                          | 70–67                                 | Cuba                                                                  | Irapuato |  |
| 15:00 (UTC-6)  | Parciales: 14-29, 20-12, 19-14, 17-12                                                | Parciales: 14-29, 20-12, 19-14, 17-12 | Parciales: 14-29, 20-12, 19-14, 17-12                                 | |  |
|                | Estadísticas Hillary Martínez (24) H. Martínez, D. Campbell (8) Hillary Martínez (8) | Reporte Pts Reb Asts                  | Estadísticas (18) María Montero (15) Nahomis Vargas (6) María Montero | Pabellón: Inforum Irapuato Asistencia: 226 espectadores Árbitros: Krishna Domínguez Aline García Carla Cristel Peña Moreta |  |

#### Grupo B
| # | Equipo               | PJ | PG | PP | PF  | PC  | DIF  | PTS |
| - | -------------------- | -- | -- | -- | --- | --- | ---- | --- |
| 1 | República Dominicana | 3  | 3  | 0  | 289 | 196 | 93   | 6   |
| 2 | México               | 3  | 2  | 1  | 261 | 166 | 95   | 5   |
| 3 | Islas Vírgenes       | 3  | 1  | 2  | 232 | 238 | -6   | 4   |
| 4 | Guatemala            | 3  | 0  | 3  | 130 | 312 | -182 | 3   |

Todos los horarios corresponden al huso horario local (UTC–6).
| 5 de noviembre | Islas Vírgenes                                                                                          | 88–95                                              | República Dominicana                                                           | Irapuato |  |
| 17:30 (UTC-6)  | Parciales: 21-25, 26-22, 17-19, 17-15 (T.E.: 7-14)                                                      | Parciales: 21-25, 26-22, 17-19, 17-15 (T.E.: 7-14) | Parciales: 21-25, 26-22, 17-19, 17-15 (T.E.: 7-14)                             | |  |
|                | Estadísticas Anisha Briana George (24) Anisha Briana George (13) T. Dominique Jones, L. Sanay Bough (5) | Reporte Pts Reb Asts                               | Estadísticas (26) Cesarina Capellán (10) Cesarina Capellán (5) Yenifer Jiménez | Pabellón: Inforum Irapuato Asistencia: 145 espectadores Árbitros: Carlos Vélez Romina Belén Morales Ibarra Mario Antonio Granados Santos |  |

| 5 de noviembre | Guatemala                                                         | 31–109                              | México                                                               | Irapuato |  |
| 20:30 (UTC-6)  | Parciales: 10-24, 11-38, 6-24, 4-23                               | Parciales: 10-24, 11-38, 6-24, 4-23 | Parciales: 10-24, 11-38, 6-24, 4-23                                  | |  |
|                | Estadísticas Astrid García (17) Noor Aranki (7) Astrid García (2) | Reporte Pts Reb Asts                | Estadísticas (17) Mayra Gil (8) C. Ramos, D. Soto (8) Anisa Jeffries | Pabellón: Inforum Irapuato Asistencia: 1,263 espectadores Árbitros: José Fernández Nicolás Zivieri Rebeca Xiomaira Dávila Aquino |  |

| 6 de noviembre | República Dominicana                                                        | 116–41                               | Guatemala                                                                 | Irapuato |  |
| 17:30 (UTC-6)  | Parciales: 25-12, 35-12, 24-7, 32-10                                        | Parciales: 25-12, 35-12, 24-7, 32-10 | Parciales: 25-12, 35-12, 24-7, 32-10                                      | |  |
|                | Estadísticas Esmery Martínez (24) Esmery Martínez (15) Esmery Martínez (10) | Reporte Pts Reb Asts                 | Estadísticas (11) A. García, A. Pérez (9) Argi Pérez (1) Cuatro jugadoras | Pabellón: Inforum Irapuato Asistencia: 463 espectadores Árbitros: José Fernández Mario Antonio Granados Santos Romina Belén Morales Ibarra |  |

| 6 de noviembre | México                                                             | 85–57                                | Islas Vírgenes                                                                | Irapuato |  |
| 20:00 (UTC-6)  | Parciales: 20-14, 21-20, 18-14, 26-9                               | Parciales: 20-14, 21-20, 18-14, 26-9 | Parciales: 20-14, 21-20, 18-14, 26-9                                          | |  |
|                | Estadísticas Hazel Ramírez (21) Myriam Lara (10) Hazel Ramírez (8) | Reporte Pts Reb Asts                 | Estadísticas (17) Anisha Briana George (11) Imani Tate (5) Lanese Sanay Bough | Pabellón: Inforum Irapuato Asistencia: 397 espectadores Árbitros: Orlando José Varela Díaz Carlos Pallares Rebeca Xiomaira Dávila Aquino |  |

| 7 de noviembre | Islas Vírgenes                                                      | 87–58                                 | Guatemala                                                          | Irapuato |  |
| 17:30 (UTC-6)  | Parciales: 25-16, 22-11, 22-13, 18-18                               | Parciales: 25-16, 22-11, 22-13, 18-18 | Parciales: 25-16, 22-11, 22-13, 18-18                              | |  |
|                | Estadísticas Anisha George (18) Anisha George (13) Lanese Bough (5) | Reporte Pts Reb Asts                  | Estadísticas (18) Astrid García (10) Noor Aranki (8) Astrid García | Pabellón: Inforum Irapuato Asistencia: 197 espectadores Árbitros: Carlos Vélez Rebeca Xiomaira Dávila Aquino Mario Antonio Granados Santos |  |

| 7 de noviembre | México                                                                   | 67–78                                | República Dominicana                                                         | Irapuato |  |
| 20:00 (UTC-6)  | Parciales: 15-19, 14-9, 23-19, 15-31                                     | Parciales: 15-19, 14-9, 23-19, 15-31 | Parciales: 15-19, 14-9, 23-19, 15-31                                         | |  |
|                | Estadísticas Ángela Rodríguez (17) Alexia Lagunas (11) Hazel Ramírez (9) | Reporte Pts Reb Asts                 | Estadísticas (29) Cesarina Capellán (14) Esmery Martínez (5) Yenifer Jiménez | Pabellón: Inforum Irapuato Asistencia: 1,238 espectadores Árbitros: José Fernández Nicolás Zivieri Carlos Pallares |  |

### Fase final
|  | Semifinales 9 de noviembre | Semifinales 9 de noviembre | Semifinales 9 de noviembre |                      |             | Final 10 de noviembre | Final 10 de noviembre | Final 10 de noviembre |  |
|  |                            |                            |                            |                      |             |                       |                       |                       |  |
|  |                            |                            |                            |                      |             |                       |                       |                       |  |
|  | 1A                         | Puerto Rico                | 84                         |                      |             |                       |                       |                       |  |
|  | 1A                         | Puerto Rico                | 84                         |                      |             |                       |                       |                       |  |
|  | 2B                         | México                     | 75                         |                      |             |                       |                       |                       |  |
|  | 2B                         | México                     | 75                         |                      | Puerto Rico | Puerto Rico           | 95                    |                       |  |
|  |                            |                            |                            |                      | Puerto Rico | Puerto Rico           | 95                    |                       |  |
|  |                            |                            | República Dominicana       | República Dominicana | 81          |                       |                       |                       |  |
|  | 1B                         | República Dominicana       | República Dominicana       | República Dominicana | 81          | 85                    |                       |                       |  |
|  | 1B                         | República Dominicana       |                            |                      |             | 85                    |                       |                       |  |
|  | 2A                         | El Salvador                | 65                         |                      |             | Tercer lugar          | Tercer lugar          | Tercer lugar          |  |
|  | 2A                         | El Salvador                | 65                         |                      |             | Tercer lugar          | Tercer lugar          | Tercer lugar          |  |
|  |                            |                            |                            |                      |             |                       |                       |                       |  |
|  |                            |                            |                            |                      |             | México                | México                | 84                    |  |
|  |                            |                            |                            |                      |             | México                | México                | 84                    |  |
|  |                            |                            |                            |                      |             | El Salvador           | El Salvador           | 64                    |  |
|  |                            |                            |                            |                      |             | El Salvador           | El Salvador           | 64                    |  |
|  |                            |                            |                            |                      |             |                       |                       |                       |  |

|  | Reclasificación 9 de noviembre | Reclasificación 9 de noviembre | Reclasificación 9 de noviembre |                |      | Quinto puesto 10 de noviembre | Quinto puesto 10 de noviembre | Quinto puesto 10 de noviembre |  |
|  |                                |                                |                                |                |      |                               |                               |                               |  |
|  |                                |                                |                                |                |      |                               |                               |                               |  |
|  | 3A                             | Cuba                           | 94                             |                |      |                               |                               |                               |  |
|  | 3A                             | Cuba                           | 94                             |                |      |                               |                               |                               |  |
|  | 4B                             | Guatemala                      | 42                             |                |      |                               |                               |                               |  |
|  | 4B                             | Guatemala                      | 42                             |                | Cuba | Cuba                          | 75                            |                               |  |
|  |                                |                                |                                |                | Cuba | Cuba                          | 75                            |                               |  |
|  |                                |                                | Islas Vírgenes                 | Islas Vírgenes | 80   |                               |                               |                               |  |
|  | 3B                             | Islas Vírgenes                 | Islas Vírgenes                 | Islas Vírgenes | 80   | 81                            |                               |                               |  |
|  | 3B                             | Islas Vírgenes                 |                                |                |      | 81                            |                               |                               |  |
|  | 4A                             | Costa Rica                     | 47                             |                |      | Séptimo puesto                | Séptimo puesto                | Séptimo puesto                |  |
|  | 4A                             | Costa Rica                     | 47                             |                |      | Séptimo puesto                | Séptimo puesto                | Séptimo puesto                |  |
|  |                                |                                |                                |                |      |                               |                               |                               |  |
|  |                                |                                |                                |                |      | Guatemala                     | Guatemala                     | 39                            |  |
|  |                                |                                |                                |                |      | Guatemala                     | Guatemala                     | 39                            |  |
|  |                                |                                |                                |                |      | Costa Rica                    | Costa Rica                    | 55                            |  |
|  |                                |                                |                                |                |      | Costa Rica                    | Costa Rica                    | 55                            |  |
|  |                                |                                |                                |                |      |                               |                               |                               |  |

Todos los horarios corresponden al huso horario local (UTC–6).

#### Reclasificación 5.º-8.º puesto
| 9 de noviembre | Cuba                                                                      | 94–42                               | Guatemala                                                                   | Irapuato |  |
| 12:30 (UTC-6)  | Parciales: 29-16, 18-16, 23-2, 24-8                                       | Parciales: 29-16, 18-16, 23-2, 24-8 | Parciales: 29-16, 18-16, 23-2, 24-8                                         | |  |
|                | Estadísticas Anisleidy Galindo (22) Nahomis Vargas (16) María Montero (8) | Reporte Pts Reb Asts                | Estadísticas (11) Astrid García (5) Ashley Zúñiga (5) A. García, M. Charles | Pabellón: Inforum Irapuato Asistencia: 56 espectadores Árbitros: Mario Antonio Granados Santos Rebeca Xiomaira Dávila Aquino Luis Ángel Escobedo Silva |  |

| 9 de noviembre | Islas Vírgenes                                                 | 81–47                                | Costa Rica                                                                        | Irapuato |  |
| 15:00 (UTC-6)  | Parciales: 30-6, 11-11, 22-10, 18-20                           | Parciales: 30-6, 11-11, 22-10, 18-20 | Parciales: 30-6, 11-11, 22-10, 18-20                                              | |  |
|                | Estadísticas Imani Tate (15) Taylos Jones (8) Lanese Bough (6) | Reporte Pts Reb Asts                 | Estadísticas (9) Amanda Fernández (5) M. Herrera, A. Fernández (2) Tres jugadoras | Pabellón: Inforum Irapuato Asistencia: 48 espectadores Árbitros: Krishna Domínguez Romina Belén Morales Ibarra Carla Cristel Peña Moreta |  |

#### Semifinales
| 9 de noviembre | República Dominicana                                                       | 85–65                                | El Salvador                                                                  | Irapuato |  |
| 17:30 (UTC-6)  | Parciales: 27-26, 25-18, 23-9, 10-12                                       | Parciales: 27-26, 25-18, 23-9, 10-12 | Parciales: 27-26, 25-18, 23-9, 10-12                                         | |  |
|                | Estadísticas Esmery Martínez (27) Esmery Martínez (12) Yenifer Jiménez (7) | Reporte Pts Reb Asts                 | Estadísticas (20) Hillary Martínez (8) Hillary Martínez (4) Hillary Martínez | Pabellón: Inforum Irapuato Asistencia: 948 espectadores Árbitros: Carlos Vélez José Fernández Carlos Pallares |  |

| 9 de noviembre | Puerto Rico                                                                       | 84–75                                 | México                                                                | Irapuato |  |
| 20:00 (UTC-6)  | Parciales: 22-15, 20-23, 18-15, 24-22                                             | Parciales: 22-15, 20-23, 18-15, 24-22 | Parciales: 22-15, 20-23, 18-15, 24-22                                 | |  |
|                | Estadísticas A. Guirantes, A. Smith (23) Brianna Jonbes (12) Arella Guirantes (6) | Reporte Pts Reb Asts                  | Estadísticas (22) Hazel Ramírez (10) Anisa Jeffries (7) Hazel Ramírez | Pabellón: Inforum Irapuato Asistencia: 567 espectadores Árbitros: Orlando José Varela Díaz Nicolás Zivieri Aline García |  |

#### Partido por el séptimo puesto
| 10 de noviembre | Guatemala                                                          | 39–55                                | Costa Rica                                                     | Irapuato |  |
| 12:30 (UTC-6)   | Parciales: 14-12, 11-16, 4-17, 10-10                               | Parciales: 14-12, 11-16, 4-17, 10-10 | Parciales: 14-12, 11-16, 4-17, 10-10                           | |  |
|                 | Estadísticas Astrid García (13) Noor Aranki (22) Astrid García (5) | Reporte Pts Reb Asts                 | Estadísticas (14) Ariana Mora (13) Ariana Mora (6) Ariana Mora | Pabellón: Inforum Irapuato Asistencia: 6 espectadores Árbitros: Mario Antonio Granados Santos Luis Ángel Escobedo Silva Carla Cristel Peña Moreta |  |

#### Partido por el quinto puesto
| 10 de noviembre | Cuba                                                                    | 75–80                                  | Islas Vírgenes                                                           | Irapuato |  |
| 15:00 (UTC-6)   | Parciales: 15-27, 24-22, 19-20, 17-114                                  | Parciales: 15-27, 24-22, 19-20, 17-114 | Parciales: 15-27, 24-22, 19-20, 17-114                                   | |  |
|                 | Estadísticas María Montero (16) Rachel Contreras (9) María Montero (10) | Reporte Pts Reb Asts                   | Estadísticas (19) Anisha George (11) Anisha George (5) I. Tate, L. Bough | Pabellón: Inforum Irapuato Asistencia: 102 espectadores Árbitros: Aline García Romina Belén Morales Ibarra Rebeca Xiomaira Dávila Aquino |  |

#### Partido por el tercer puesto
| 10 de noviembre | México                                                                | 84–64                                 | El Salvador                                                                | Irapuato |  |
| 17:30 (UTC-6)   | Parciales: 20-17, 24-22, 14-12, 26-13                                 | Parciales: 20-17, 24-22, 14-12, 26-13 | Parciales: 20-17, 24-22, 14-12, 26-13                                      | |  |
|                 | Estadísticas Hazel Ramírez (22) Anisa Jeffries (19) Hazel Ramírez (9) | Reporte Pts Reb Asts                  | Estadísticas (21) Hillary Martínez (6) Tres jugadoras (6) Hillary Martínez | Pabellón: Inforum Irapuato Asistencia: 427 espectadores Árbitros: José Fernández Carlos Vélez Carlos Pallares |  |

#### Final
| 10 de noviembre | Puerto Rico                                                                          | 95–81                                 | República Dominicana                                                        | Irapuato |  |
| 20:00 (UTC-6)   | Parciales: 31-13, 26-24, 16-25, 22-19                                                | Parciales: 31-13, 26-24, 16-25, 22-19 | Parciales: 31-13, 26-24, 16-25, 22-19                                       | |  |
|                 | Estadísticas Arella Guirantes (40) A. Guirantes, J. Benítez (6) Arella Guirantes (8) | Reporte Pts Reb Asts                  | Estadísticas (26) Cesarina Capellán (10) Esmery Martínez (5) Yohanna Morton | Pabellón: Inforum Irapuato Asistencia: 1,482 espectadores Árbitros: Krishna Domínguez Orlando José Varela Díaz Nicolás Zivieri |  |

|                                |
| Bandera de Puerto Rico         |
| Campeón Puerto Rico 5.º título |

### Premios
| Categoría                  | Ganadora |
| -------------------------- | --- |
| Jugadora Más Valiosa (MVP) | Arella Karin Guirantes                                                                                               |
| Cuadro Ideal               | Arella Karin Guirantes Hazel Yvette Ramírez Solís Hillary Martínez Cesarina Lisbeth Capellán Santana Esmery Martínez |

## Posiciones finales
| Pos.              | Equipo               |
| ----------------- | -------------------- |
| Medalla de oro    | Puerto Rico          |
| Medalla de plata  | República Dominicana |
| Medalla de bronce | México               |
| 4                 | El Salvador          |
| 5                 | Islas Vírgenes       |
| 6                 | Cuba                 |
| 7                 | Costa Rica           |
| 8                 | Guatemala            |

## Clasificados alAmeriCup Femenino 2025
| Bandera de El Salvador | Bandera de México | Bandera de Puerto Rico | Bandera de la República Dominicana |
| El Salvador            | México            | Puerto Rico            | República Dominicana               |
| ---------------------- | ----------------- | ---------------------- | ---------------------------------- |